# Associazione Calcio Lanerossi Vicenza 1961-1962
Questa voce raccoglie le informazioni riguardanti l'Associazione Calcio Lanerossi Vicenza nelle competizioni ufficiali della stagione 1961-1962.

## Stagione
Il L.R. Vicenza di Roberto Lerici parte ancora una volta molto bene in campionato, ma dopo quattro vittorie di fila dalla terza alla settima giornata, incappa in una lunga serie negativa, a gennaio per dare una scossa all'ambiente si dimette l'allenatore, con la squadra in piena lotta per la salvezza. A sostituirlo il suo vice Manlio Scopigno, con lui i berici raggiungono l'ennesima sofferta salvezza con 27 punti. 
Scudetto al Milan del paron Nereo Rocco con 53 punti, davanti all'Inter con 48 punti. Scendono di categoria il Padova, il Lecco e l'Udinese.
Nella Coppa Italia il L.R. Vicenza entra in scena negli Ottavi di finale ma viene subito estromesso, perdendo (1-2) al Menti con la Spal.

## Rosa
| N. |                   | Ruolo | Calciatore           |
| -- | ----------------- | ----- | -------------------- |
|    | Italia (bandiera) | P     | Alessandro Bazzoni   |
|    | Italia (bandiera) | P     | Franco Luison        |
|    | Italia (bandiera) | P     | Otello Milan         |
|    | Italia (bandiera) | D     | Giulio Savoini       |
|    | Italia (bandiera) | D     | Amedeo Stenti        |
|    | Italia (bandiera) | D     | Dino Panzanato       |
|    | Italia (bandiera) | D     | Romano Bernard       |
|    | Italia (bandiera) | D     | Giorgio Puia         |
|    | Italia (bandiera) | D     | Mario Zanon          |
|    | Italia (bandiera) | C     | Giorgio De Marchi    |
|    | Italia (bandiera) | C     | Giobatta Zoppelletto |

| N. |                        | Ruolo | Calciatore         |
| -- | ---------------------- | ----- | ------------------ |
|    | Italia (bandiera)      | A     | Luigi Menti        |
|    | Argentina (bandiera)   | A     | Santiago Vernazza  |
|    | Italia (bandiera)      | A     | Giovanni Vastola   |
|    | Paesi Bassi (bandiera) | A     | Piet Kruiver       |
|    | Italia (bandiera)      | A     | Giuliano Fortunato |
|    | Italia (bandiera)      | A     | Giancarlo Fusato   |
|    | Italia (bandiera)      | A     | Sergio Campana     |
|    | Jugoslavia (bandiera)  | A     | Bora Kostic        |
|    | Italia (bandiera)      | A     | Giordano Colausig  |
|    | Italia (bandiera)      | A     | Ferdinando Baston  |

## Risultati

### Serie A

#### Girone di andata
| Arbitro: | Marchese (Napoli) |

|  |           |                                      |
|  | Marcatori | 28’, 39’ Altafini 55’ (rig.) Greaves |

| Arbitro: | Babini (Ravenna) |

|                        |           |                                |
| Law 11’ Baker 25’, 36’ | Marcatori | 3’ Kostic 48’ Fusato 62’ Menti |

| Arbitro: | Righi (Milano) |

|                               |           |  |
| Fusato 36’, 82’ Fortunato 67’ | Marcatori |  |

| Arbitro: | Genel (Trieste) |

|  |           |            |
|  | Marcatori | 79’ Fusato |

| Arbitro: | Jonni (Macerata) |

|             |           |  |
| Savoini 62’ | Marcatori |  |

| Arbitro: | Bonetto (Torino) |

|  |           |               |
|  | Marcatori | 65’ De Marchi |

| Arbitro: | Righi (Milano) |

|  |           |                |
|  | Marcatori | 72’ Manfredini |

| Arbitro: | Di Tonno (Lecce) |

|             |           |                  |
| Kruiver 67’ | Marcatori | 36’, 83’ Sormani |

| Arbitro: | Bonetto (Torino) |

|                               |           |  |
| Vinicio 10’ Perani 12’ (rig.) | Marcatori |  |

| Arbitro: | Gambarotta (Genova) |

|          |           |  |
| Gori 89’ | Marcatori |  |

| Vicenza 29 ottobre 1961 11ª giornata | Lanerossi Vicenza | 0 – 0 | Lecco | Stadio Romeo Menti\| Arbitro: \| Roversi (Bologna) \| |
| Arbitro:                             | Roversi (Bologna) |       |       |                                                       |

| Arbitro: | Angelini (Firenze) |

|                      |           |                 |
| Carantini 29’ (aut.) | Marcatori | 30’ Santisteban |

| Arbitro: | Sebastio (Taranto) |

|                        |           |          |
| Hitchens 24’ Corso 26’ | Marcatori | 70’ Puia |

| Arbitro: | Angonese (Mestre) |

|                  |           |                  |
| Campana 39’, 59’ | Marcatori | 12’, 66’ Canella |

| Arbitro: | Cataldo (Reggio Calabria) |

|                 |           |  |
| Sivori 30’, 72’ | Marcatori |  |

| Arbitro: | Righi (Milano) |

|              |           |  |
| Fernando 40’ | Marcatori |  |

| Arbitro: | Campanati (Milano) |

|               |           |                 |
| De Marchi 11’ | Marcatori | 60’ Cucchiaroni |

#### Girone di ritorno
| Arbitro: | Sbardella (Roma) |

|                                       |           |                   |
| Danova 11’ Altafini 48’ Sani 74’, 87’ | Marcatori | 83’ (rig.) Kostic |

| Arbitro: | Angelini (Firenze) |

|          |           |                |
| Puia 22’ | Marcatori | 41’ (rig.) Law |

| Arbitro: | Grignani (Milano) |

|                           |           |  |
| Biagini 44’ Szimaniak 52’ | Marcatori |  |

| Arbitro: | Bonetto (Torino) |

|            |           |           |
| Fusato 69’ | Marcatori | 4’ Milani |

| Arbitro: | Campanati (Milano) |

|                           |           |  |
| Arienti 11’ D. Crippa 65’ | Marcatori |  |

| Arbitro: | Lo Bello (Siracusa) |

|  |           |                 |
|  | Marcatori | 23’ Magistrelli |

| Arbitro: | Gambarotta (Genova) |

|             |           |             |
| Pestrin 40’ | Marcatori | 62’ Vastola |

| Arbitro: | Jonni (Macerata) |

|              |           |              |
| Giagnoni 74’ | Marcatori | 66’ Colausig |

| Arbitro: | Sbardella (Roma) |

|  |           |                   |
|  | Marcatori | 35’ (aut.) Stenti |

| Arbitro: | Gambarotta (Genova) |

|               |           |  |
| De Marchi 22’ | Marcatori |  |

| Arbitro: | Lo Bello (Siracusa) |

|  |           |                           |
|  | Marcatori | 12’, 29’ Campana 70’ Puia |

| Arbitro: | De Marchi (Pordenone) |

|                    |           |  |
| Siciliano 44’, 74’ | Marcatori |  |

| Arbitro: | Lo Bello (Siracusa) |

|             |           |                  |
| Campana 22’ | Marcatori | 2’ (aut.) Stenti |

| Arbitro: | Roversi (Bologna) |

|  |           |              |
|  | Marcatori | 42’ Vernazza |

| Arbitro: | Jonni (Macerata) |

|             |           |  |
| Vastola 64’ | Marcatori |  |

| Arbitro: | Campanati (Milano) |

|                         |           |                         |
| Vernazza 9’ Vastola 71’ | Marcatori | 43’ Mosca 74’ Borjesson |

| Arbitro: | Carminati (Milano) |

|                                    |           |  |
| Brighenti 71’, 84’ Cucchiaroni 87’ | Marcatori |  |

### Coppa Italia
| Arbitro: | Marchese (Napoli) |

|                    |           |                         |
| Cervato 50’ (aut.) | Marcatori | 40’ Mencacci 73’ Massei |

## Statistiche

### Statistiche di squadra
| Competizione | Punti | In casa | In casa | In casa | In casa | In casa | In casa | In trasferta | In trasferta | In trasferta | In trasferta | In trasferta | In trasferta | Totale | Totale | Totale | Totale | Totale | Totale | DR  |
| Competizione | Punti | G       | V       | N       | P       | Gf      | Gs      | G            | V            | N            | P            | Gf           | Gs           | G      | V      | N      | P      | Gf     | Gs     | DR  |
| ------------ | ----- | ------- | ------- | ------- | ------- | ------- | ------- | ------------ | ------------ | ------------ | ------------ | ------------ | ------------ | ------ | ------ | ------ | ------ | ------ | ------ | --- |
| Serie A      | 27    | 17      | 4       | 8       | 5       | 16      | 17      | 17           | 4            | 3            | 10           | 13           | 26           | 34     | 8      | 11     | 15     | 29     | 43     | -14 |
| Coppa Italia |       | 1       | 0       | 0       | 1       | 1       | 2       | -            | -            | -            | -            | -            | -            | 1      | 0      | 0      | 1      | 1      | 2      | -1  |
| Totale       |       | 18      | 4       | 8       | 6       | 17      | 19      | 17           | 4            | 3            | 10           | 13           | 26           | 35     | 8      | 11     | 16     | 30     | 45     | -15 |

### Statistiche dei giocatori
| Giocatore      | Serie A  | Serie A | Coppa Italia | Coppa Italia | Totale   | Totale |
| Giocatore      | Presenze | Reti    | Presenze     | Reti         | Presenze | Reti   |
| -------------- | -------- | ------- | ------------ | ------------ | -------- | ------ |
| F. Baston      | 2        | 0       | -            | -            | 2        | 0      |
| A. Bazzoni     | 17       | -20     | -            | -            | 17       | -20    |
| R. Bernard     | 24       | 0       | -            | -            | 24       | 0      |
| S. Campana     | 16       | 5       | -            | -            | 16       | 5      |
| G. Colausig    | 4        | 1       | 1            | 0            | 5        | 1      |
| G. De Marchi   | 33       | 3       | 1            | 0            | 34       | 3      |
| G. Fortunato   | 16       | 1       | -            | -            | 16       | 1      |
| G. Fusato      | 16       | 5       | -            | -            | 16       | 5      |
| B. Kostic      | 7        | 2       | -            | -            | 7        | 2      |
| P. Kruiver     | 17       | 1       | -            | -            | 17       | 1      |
| F. Luison      | 14       | -16     | 1            | -2           | 15       | -18    |
| L. Menti       | 28       | 1       | 1            | 0            | 29       | 1      |
| O. Milan       | 3        | -7      | -            | -            | 3        | -7     |
| D. Panzanato   | 26       | 0       | 1            | 0            | 27       | 0      |
| G. Puia        | 22       | 3       | 1            | 0            | 23       | 3      |
| G. Savoini     | 31       | 1       | 1            | 0            | 32       | 1      |
| A. Stenti      | 29       | 0       | 1            | 0            | 30       | 0      |
| G. Vastola     | 17       | 3       | 1            | 0            | 18       | 3      |
| S. Vernazza    | 23       | 2       | 1            | 0            | 24       | 2      |
| M. Zanon       | 6        | 0       | 1            | 0            | 7        | 0      |
| G. Zoppelletto | 23       | 0       | -            | -            | 23       | 0      |